# Walter Wüst (Ornithologe)
Walter Wüst (* 3. September 1906 in München; † 28. November 1993) war ein deutscher Ornithologe und Gymnasialprofessor.
Von 1952 bis 1968 war er Lehrer für Biologie und Chemie am Wilhelmsgymnasium München. Daneben war er von 1953 bis 1974 Lehrbeauftragter für Vogelkunde an der Münchener Universität. Von 1953 bis 1977 war er Vorsitzender der Ornithologischen Gesellschaft in Bayern, danach bis zu seinem Tod Ehrenvorsitzender. Sein Hauptwerk sind die zwei Bände der Avifauna Bavariae. Seit 1929 hatte er mehrere hundert Aufsätze, vor allem zur Ornithologie, veröffentlicht.
1969 verlieh ihm die Bayerische Akademie der Wissenschaften die Medaille Bene merenti in Silber.